# Schulspeisung
Schulspeisung bezeichnet in Deutschland die Versorgung von Schülern, Lehrpersonal und sonstigen Beschäftigten an Schulen mit warmen Hauptmahlzeiten. Zu den Zielen von Schulspeisungen gehört es, zu einer vollwertigen Nahrungsversorgung beizutragen.

## Geschichte

### 19. Jahrhundert
In Hamburg gründete sich 1819 ein israelitischer Frauenverein, der ab 1823 einen Mittagstisch im Schulhaus anbot.

### 1920er Jahre
Zu den Verfechtern der Einführung von Schulspeisung zählte in den 1920er Jahren der sächsische Landtagsabgeordnete und Reichstagsabgeordnete Ernst Schneller (KPD), der darüber hinaus auch Lernmittelfreiheit, kostenlose ärztliche Untersuchungen und die Ausstattung von Kindern mit Kleidung forderte.
Der Brite John Boyd Orr setzte sich für die Verbesserung der Lebensqualität der Kinder während des Wachstums und für Reformen in der Schulspeisung ein. Für sein internationales Engagement erhielt er 1949 den Friedensnobelpreis.

### Westdeutschland nach dem Zweiten Weltkrieg

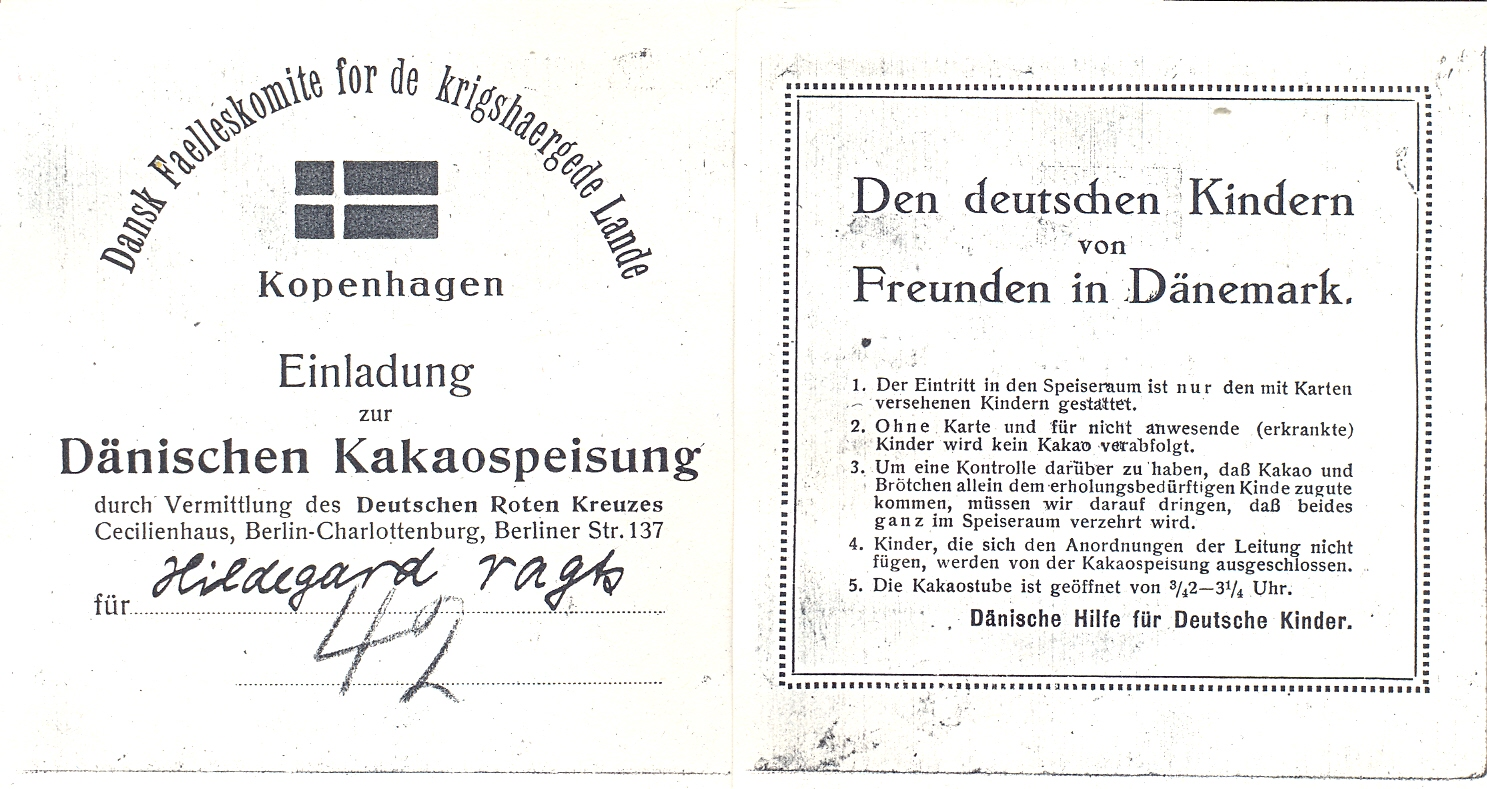
Dänische Kakaospende, um 1946

Die Einführung der Schulspeisung im Nachkriegsdeutschland begann in den einzelnen Besatzungszonen zu unterschiedlichen Zeitpunkten.
Die Briten führten in ihrer Zone ab März 1946 eine Schulspeisung aus Armeebeständen durch. Die Schwedenspeisung versorgte drei- bis sechsjährige Kinder innerhalb der Britischen Besatzungszone – schwerpunktmäßig in Berlin, Hamburg und dem Ruhrgebiet. Die Schweizer Organisation Schweizer Spende unterstützte von September 1945 bis Ende 1946 Kinder in Hamburg, Wien, Niederösterreich und dem Burgenland. Der ehemalige US-Präsident Herbert C. Hoover empfahl „eine tägliche Zusatzmahlzeit (350 kcal) für Kinder und alte Menschen aus Armeebeständen, ergänzt durch Fett und Fleisch aus dem deutschen Viehabbauprogramm“. Auf seine Initiative geht zurück, dass ab 14. April 1947 in der Bizone aus den dafür bereitgestellten 40.000 Tonnen an Lebensmitteln 3,5 Millionen Kinder und Jugendliche zwischen sechs und achtzehn Jahren täglich mit einer Mahlzeit versorgt wurden.
In der französischen Zone begann die Schulspeisung ab Mai 1949. Die Kinder wurden regelmäßig gemessen und gewogen. Sie mussten einen Löffel und ein Gefäß selbst mitbringen. Zuweilen handelte es sich dabei lediglich um „eine Konservendose mit selbstgefertigtem Henkel aus Draht“.
In Bayern bestimmten die Richtlinien für die Durchführung der Schulspeisung in Bayern vom 17. April 1947: „Zum empfangsberechtigten Personenkreis zählen alle schulpflichtigen Kinder im Alter von 6 bis 18 Jahren […] nach ärztlichem Gutachten. Kinder von Selbstversorgern sind nicht teilnahmeberechtigt.“ Etwa 20 % der untersuchten Kinder wurden als unterernährt eingestuft. Während in Großstädten die Suppen in Großküchen gekocht und in Kübeln in den Schulen angeliefert wurden, wurden andernorts lediglich die Zutaten nebst Brennmaterial zur Verfügung gestellt. Die Schulspeisungen dauerten bis etwa 1950/51.
Siehe auch: CARE-Paket

### Schulspeisung in der DDR

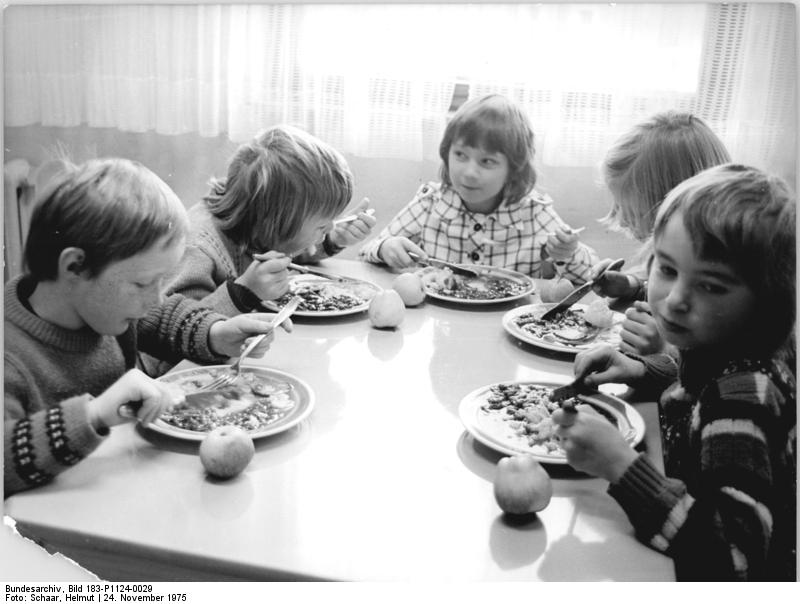
Schulspeisung in Thüringen, 1975

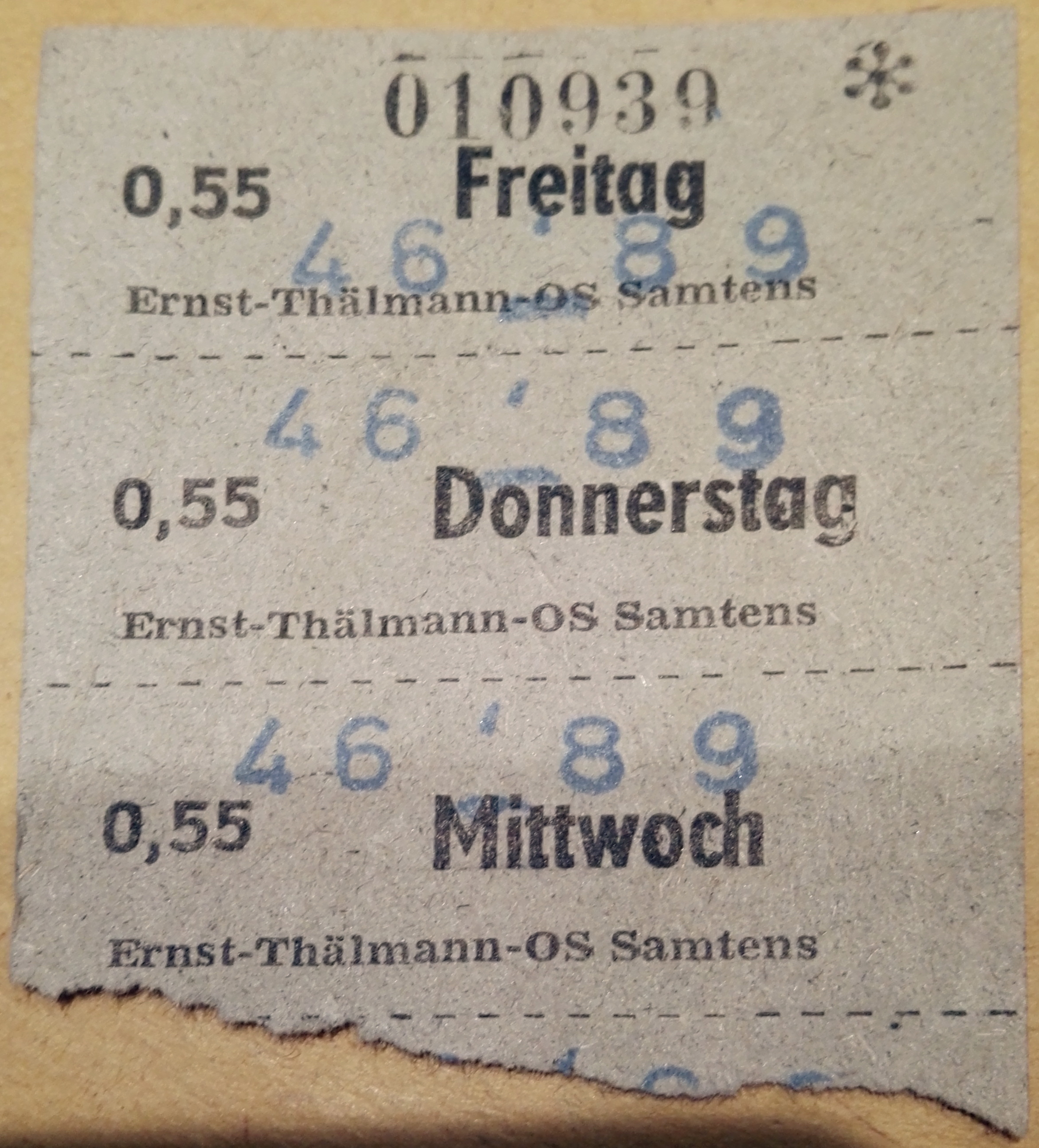
Essensmarken DDR, 1989

Die Schulspeisung begann nach dem Zweiten Weltkrieg trotz der schwierigen Ernährungslage bereits Ende 1945. So erhielten alle 272.000 Berliner Schulkinder im Alter von 6 bis 14 Jahren ab 19. November 1945 täglich eine warme Mahlzeit. Rechtlich wurde die Schulspeisung in der DDR im Jahr 1950 auf täglich 50 g Roggenmehl, 20 g Nährmittel, 10 g Fleisch, 5 g Fett und 10 g Zucker pro teilnehmendem Kind festgesetzt.
1975 wurde die Verordnung über Schüler- und Kinderspeisung erlassen. Alle Kinder in den Vorschuleinrichtungen (Kindergärten) und 85 % aller Schüler nahmen bis 1989 täglich ein warmes Mittagessen ein. Auch mit Trinkmilch wurden die Schüler in ihren Schulen versorgt. 75 % der finanziellen Aufwendungen für die Rohstoffe und Lohn- und Nebenkosten subventionierten die Kommunen. Die Teilnehmer zahlten 0,50 bis 0,75 DDR-Mark pro warmer Mittagsmahlzeit.

### Andere Länder
- Ende der 1970er-Jahre führte die Regierung Ecuadors unter Jaime Roldós eine Schulspeisung ein, um die Alphabetisierungskampagne zu unterstützen.
- Im Jahr 1981 schlug David Stockman, der Finanzexperte in Ronald Reagans Regierung, vor, Ketchup als Gemüse zu deklarieren, um die Anforderungen an die staatlich finanzierten Schulspeisungen günstiger erfüllen zu können. Der Entwurf wurde abgelehnt.

### Entwicklungen im 21. Jahrhundert
Die Versorgung von Schülern mit Schulmilch setzt die Europäische Union gemäß der Verordnung (EG) Nr. 2707/2000 der Europäischen Kommission und der dazu erlassenen deutschen Verordnung vom 20. Juli 2001 fort. Im Jahr 2009 wurde das europäische Schulobstprogramm aufgelegt.

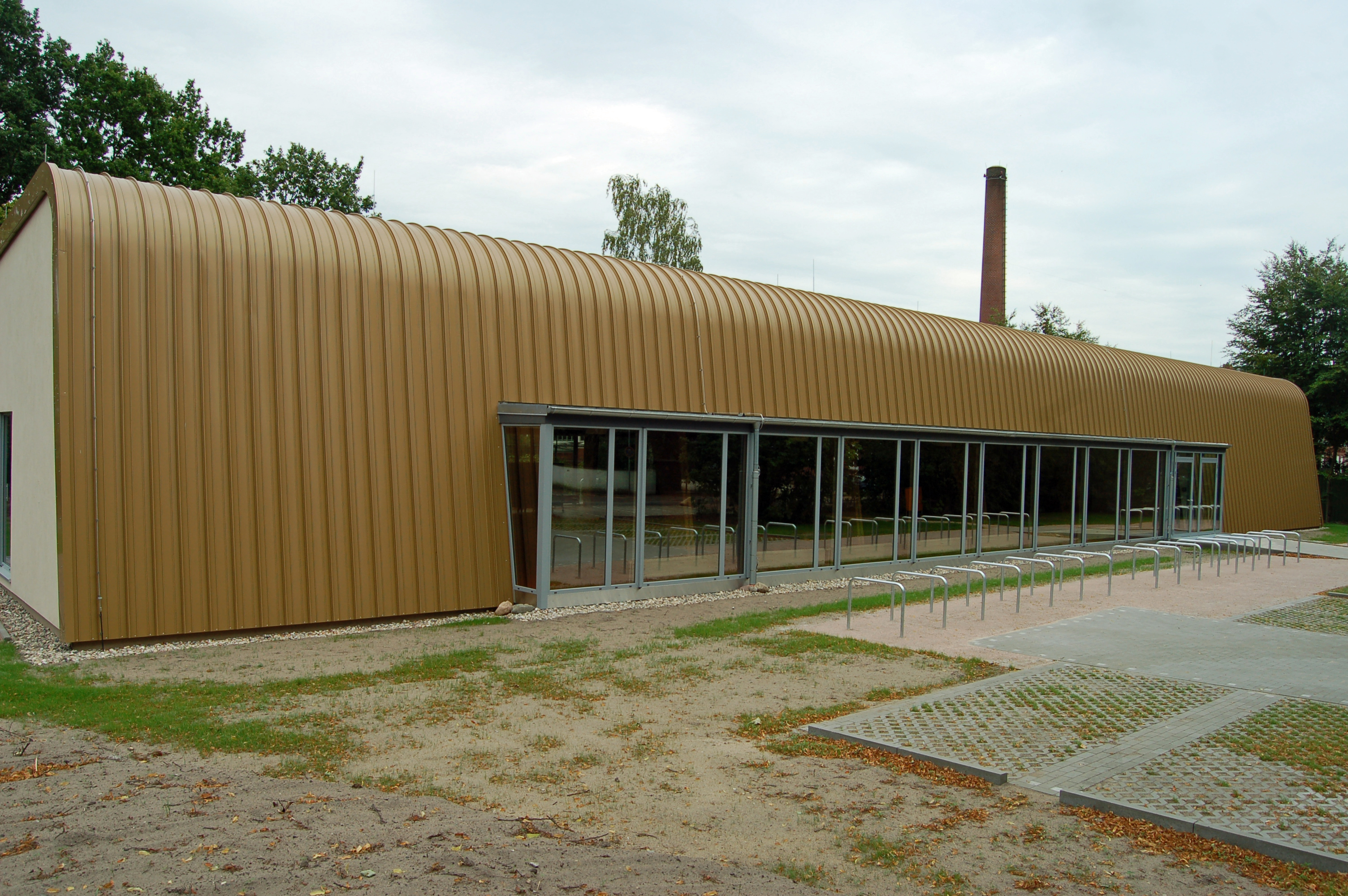
Schulmensa für zwei Ganztagsschulen, Uetersen

In Großbritannien organisierte der Koch Jamie Oliver im Jahre 2004 eine Kampagne gegen Fastfood. Die Serie Jamie’s School Dinners führte zur Kampagne Feed me better mit 241.000 an verschiedenen Schulen Englands gesammelten Unterschriften. 2005 reagierte die Labour-Regierung mit dem Versprechen, zusätzliche 280 Millionen Pfund Sterling zur Verbesserung der Schulmahlzeiten zur Verfügung zu stellen. Eine Gegenbewegung von Eltern, unter anderem durch Julie Critchlow und Sam Walker vertreten, fordert inzwischen mehr Fastfood. Im November 2006 kam es zu einer Art Boykott von Broccoli.
In Großbritannien ist außerdem der Weblog NeverSeconds bekannt geworden, in dem eine Schülerin ihr Schulessen kommentiert.
Durch die Schulspeisung des Welternährungsprogramms der Vereinten Nationen werden zurzeit 250.000 Schüler weltweit mit einer täglichen Schulspeisung versorgt. Das Auswärtige Amt unterstützt 2006 von der Dürre besonders betroffene Kinder im Norden Kenias mit einer Schulspeisung.

### Schulverpflegung in Deutschland heute
Seit 2009 gibt es das Projekt Küchen für Deutschlands Schulen. Dieses Gemeinschaftsprojekt des Bundesministeriums für Ernährung, Landwirtschaft und Verbraucherschutz, des Fernsehkochs Tim Mälzer, der Bertelsmann Stiftung sowie des Küchenherstellers Nolte Küchen als Sponsor wird im Rahmen des Nationalen Aktionsplans IN FORM durchgeführt. Ziel des Projektes ist es, das Thema „Gesunde Ernährung und Kochen“ im Schulalltag von Kindern und Jugendlichen zu verankern. Um dieses Ziel zu erreichen, wird ein bundesweiter Wettbewerb durchgeführt, bei dem sich Schulen der Primar- und der Sekundarstufen um eine neue Übungsküche bewerben können. Parallel dazu bemüht sich das Bundesernährungsministerium im Rahmen des Projekts „Schule+Essen=Note 1“ darum, dass von ihm im Auftrag entwickelte Qualitätsstandards in der Schulverpflegung stärkere Berücksichtigung finden. Dazu hat der Bund, gemeinsam mit den Ländern in allen Bundesländern sogenannte Schulvernetzungsstellen eingerichtet. 16 bundesweite Vernetzungsstellen Schulverpflegung bieten bei der Entwicklung und Qualitätsverbesserung eines ausgewogenen Verpflegungsangebotes in schulischen Einrichtungen Unterstützung an.
Mehr als die Hälfte aller öffentlichen und privaten Schulen der Primar- und Sekundarstufe in Deutschland werden als Ganztagsschulen geführt. Rund ein Drittel aller Schüler nehmen Ganztagsangebote in Anspruch. Ihnen muss an allen Tagen, die sie im Ganztagsbetrieb verbringen, eine Mittagsverpflegung bereitgestellt werden. Künftig dürften Schulen vermehrt mit Herausforderungen nach spezifischen Ernährungsanforderungen im Kontext religiöser (halal, koschere Ernährung) und kultureller Vielfalt konfrontiert sein. Vegane Ernährung könnte dabei einen „kleinsten gemeinsamen Nenner“ bilden.
Schulträger und Schulen übernehmen in gemeinsamer Verantwortung die Gestaltung und Organisation der Verpflegungsangebote. Das Schulessen wird überwiegend von Cateringunternehmen produziert und an Schulen geliefert. Mehr als die Hälfte der Schulen bekommen das Essen verzehrsfertig warm angeliefert. Nur in wenigen Schulen wird vor Ort frisch gekocht. Die Mittagsverpflegung in Schulen folgt nicht allein organisatorischen Aufgaben, sondern auch pädagogischen, z. B. die Förderung des Gemeinschaftserlebens, Gesundheitsförderung, Ernährungsbildung.
In Deutschland war die Mehrwertsteuer auf die Gastronomie während der Covid-19-Pandemie und bis Ende 2023 von 19 % auf 7 % abgesenkt worden, was auch die Schulkantinen betraf. Ab 2024 gilt wieder der Mehrwertsteuersatz von 19 % für die Schulverpflegung, die durch externe Dienstleister ausgegeben wird. Sofern der Caterer das Essen lediglich anliefert und das Schulpersonal die Essensausgabe übernimmt, beträgt der Steuersatz weiterhin 7 %.
Die Wissenschaftlichen Dienste des Deutschen Bundestages kamen 2024 in einer Ausarbeitung zum Schluss, dass eine direkte und zweckgebundene Finanzierung der Bereitstellung kostenfreier Mittagessen an Kitas und Schulen aus dem Bundeshaushalt nicht ohne eine Änderung des Grundgesetzes zulässig wäre, dass jedoch Finanzhilfen für Baumaßnahmen im Bereich von Schulküchen und Schulmensen ohne Grundgesetzänderung zulässig sind.

## Kritik
Von ernährungswissenschaftlicher Seite wird häufig kritisiert, dass Speisenpläne in den Schulen noch verbesserungswürdig seien. In der Angebotspalette sollten weniger Fleisch, mehr Gemüse und Fisch vertreten sein. Sie entsprechen nur selten dem DGE-Qualitätsstandard für die Schulverpflegung. Insbesondere mit der Warmanlieferung seien oftmals lange Warmhaltezeiten verbunden, die zu Einbußen hinsichtlich der sensorischen und der ernährungsphysiologischen Qualität führen könnten. Verpflegungsbeauftragte in Schulen und die Mitsprache und Mitgestaltung beim Schulessen seitens der Schüler seien nur gelegentlich zu finden.
In vielen Bundesländern ist der DGE-Qualitätsstandard nicht vorgeschrieben.